# Huddersfield Town A.F.C.
Huddersfield Town Association Football Club ali preprosto Huddersfield Town je angleški nogometni klub iz mesta Huddersfield v grofiji zahodni Yorkshire. Ustanovljen je bil 15. avgusta 1908 in bo v sezoni 2017/18 igral v Premier League, 1. angleški nogometni ligi, ko je v izločitvenih bojih za napredovanje po enajstmetrovkah premagal Reading (0-0, po enajstmetrovkah 4-3). Nazadnje je v najvišji angleški ligi igral pred 45 leti, v sezoni 1971/72.
V domačih tekmovanjih je bil trikrat državni prvak (1923/24, 1924/25, 1925/26) in trikrat državni podprvak (1926/27, 1927/28, 1933/34), bil pa je tudi enkratni prvak (1969/70) in dvakrat podprvak (1919/20, 1952/53) druge angleške lige in prvak četrte angleške lige (1979/80). Osvojil pa je tudi FA Pokal in sicer leta 1922. Bil pa je tudi štirikratni podprvak tega pokala (1920, 1928, 1930, 1938). Drugi domači uspehi Huddersfield Towna pa so še naziv prvaka FA Charity Shielda (1922), naziv prvaka pokala yorkshirske elektrike (1994/95), naziv podprvaka ligaške trofeje (1994) ter doseg polfinala ligaškega pokala (1968). Z evropskih tekmovanj pa vidnejših rezultatov še nima. 
Domači stadion Huddersfield Towna je Kirklees Stadium, ki sprejme 24.500 gledalcev. Barvi dresov sta modra in bela. Nadimek nogometašev je The Terriers (Terierji).

## Rivalstvo
Rival Huddersfield Towna je Leeds United.